# Flemming Pedersen
Flemming Pedersen (Plejelt, 30 giugno 1963) è un allenatore di calcio e dirigente sportivo danese.